# 露木為一
露木 為一（つゆき いいつ、生年不明 - 明治26年〈1893年〉）とは、明治時代の頃の浮世絵師。

## 来歴
葛飾北斎の門人。姓は久保田（後に露木）、名は孔彰。俗称は常次郎。小石川音羽四丁目に住んだという。作として明治期に北斎とその娘の葛飾応為ことお栄を描いた「北斎仮宅之図」（紙本墨画、国立国会図書館所蔵）が知られており、この図は飯島虚心に贈ったものと伝わる。「北斎仮宅之図」は北斎が83歳の時、榛馬場の辺りに40歳頃と思われるお栄と住んでいた時の様子を再現したもので、北斎がこたつ布団を背にかけながら絵を描き、それをお栄が見つめている様子が描かれ、また画面の上部には以下の説明が記されている。
「卍（まんじ、北斎のこと）常に人に語るに、我は枇杷葉湯に反し、九月下旬より四月上旬迄巨燵（こたつ）を放るゝこと無しと。如何なる人と面会なすといへとも放るゝことなし。画（か）くにも又かけ、倦（あ）く時は傍の枕を取りて眠る。覚れば又筆を取、夜着の袖は無益也とて不付候…」